# Necropsar
Necropsar is een uitgestorven geslacht van zangvogels uit de familie van de Sturnidae (spreeuwen). De naam werd voorgesteld door Henry H. Slater, die als natuuronderzoeker had deelgenomen aan een expeditie voor de Venusovergang van 1874 en op het eiland Rodrigues een aantal beenderen van uitgestorven vogelsoorten had verzameld en meegebracht naar Engeland.

## Soorten
De enige soort die bij het geslacht is ingedeeld:
- Necropsar rodericanus – Rodriguesspreeuw